# Reator S1B

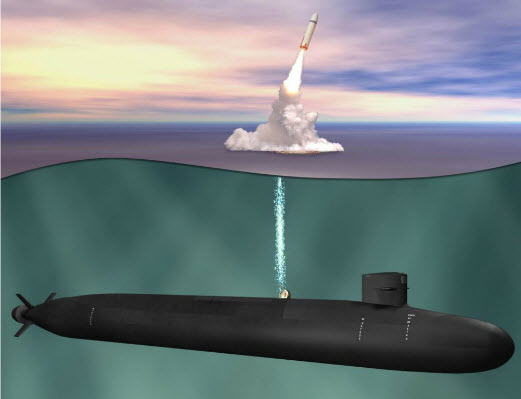
Impressão artística dos Classe Columbia.

O reator S1B é um reator naval utilizado pela Marinha dos Estados Unidos para fornecer geração de eletricidade e propulsão para os submarinos da Classe Columbia, que substituirão os submarinos de Classe Ohio. A designação S1B significa:
- S = reator utilizado em submarino
- 1 = Primeira geração de reator projetado pelo contratante
- B = Bechtel Marine Propulsion Corporation, designer contratada

Este reator de água pressurizada criado pelo laboratório de Energia Atômica de Knolls, é projetado para ter maior densidade de energia. Foi projetado para funcionar por 40 anos, todo o tempo de vida em serviço dos submarinos, sem reabastecimento. Em comparação, o USS Nautilus (SSN-571), o primeiro submarino nuclear do mundo que esteve em serviço entre 1955 e 1980, precisava ser reabastecido a cada 2 anos. Já os submarinos Classe Virginia em serviço desde 2004, possuem combustível para 30 anos de atividade.
.